# Dendrocnide warburgii
Dendrocnide warburgii är en nässelväxtart som först beskrevs av H. Winkl., och fick sitt nu gällande namn av Chew. Dendrocnide warburgii ingår i släktet Dendrocnide och familjen nässelväxter. Inga underarter finns listade i Catalogue of Life.